# بطولة كأس الاتحاد الآسيوي للأندية للسيدات 2000
بطولة الأندية الآسيوية للكرة الطائرة للسيدات 2000 هي النسخة الثانية من بطولة الأندية الآسيوية، وهي منافسة مرموقة في كرة الطائرة النسائية تُقام تحت إشراف الاتحاد الآسيوي. استضافت مدينة شاوكسينج الصينية فعاليات هذه البطولة في الفترة من 7 إلى 11 يونيو 2000، بمشاركة ستة من أفضل أندية الكرة الطائرة النسائية في القارة.

## الترتيب النهائي
| المركز | الفريق                      |
| ------ | --------------------------- |
| الأول  | شنغهاي                      |
| الثاني | إن إي سي ريد روكيتس         |
| الثالث | جيجيانغ ناندو               |
| 4      | هيونداي إي آند سي جرين فوكس |
| 5      | إيرو تاي                    |
| 6      | هوالين                      |